# Oleksandr Ponomarov
Oleksandr Ponomarov   (Korsun, 23 d'abril de 1918 - Moscou, 7 de juny de 1973) fou un futbolista ucraïnès de la dècada de 1940.
Pel que fa a clubs, defensà els colors de Ugolshchiki Stalino, Traktor Stalingrad, FC Torpedo Moscou i Shakhtyor Stalino. Un cop retirat fou un destacat entrenador.